# Robin Hood's Death

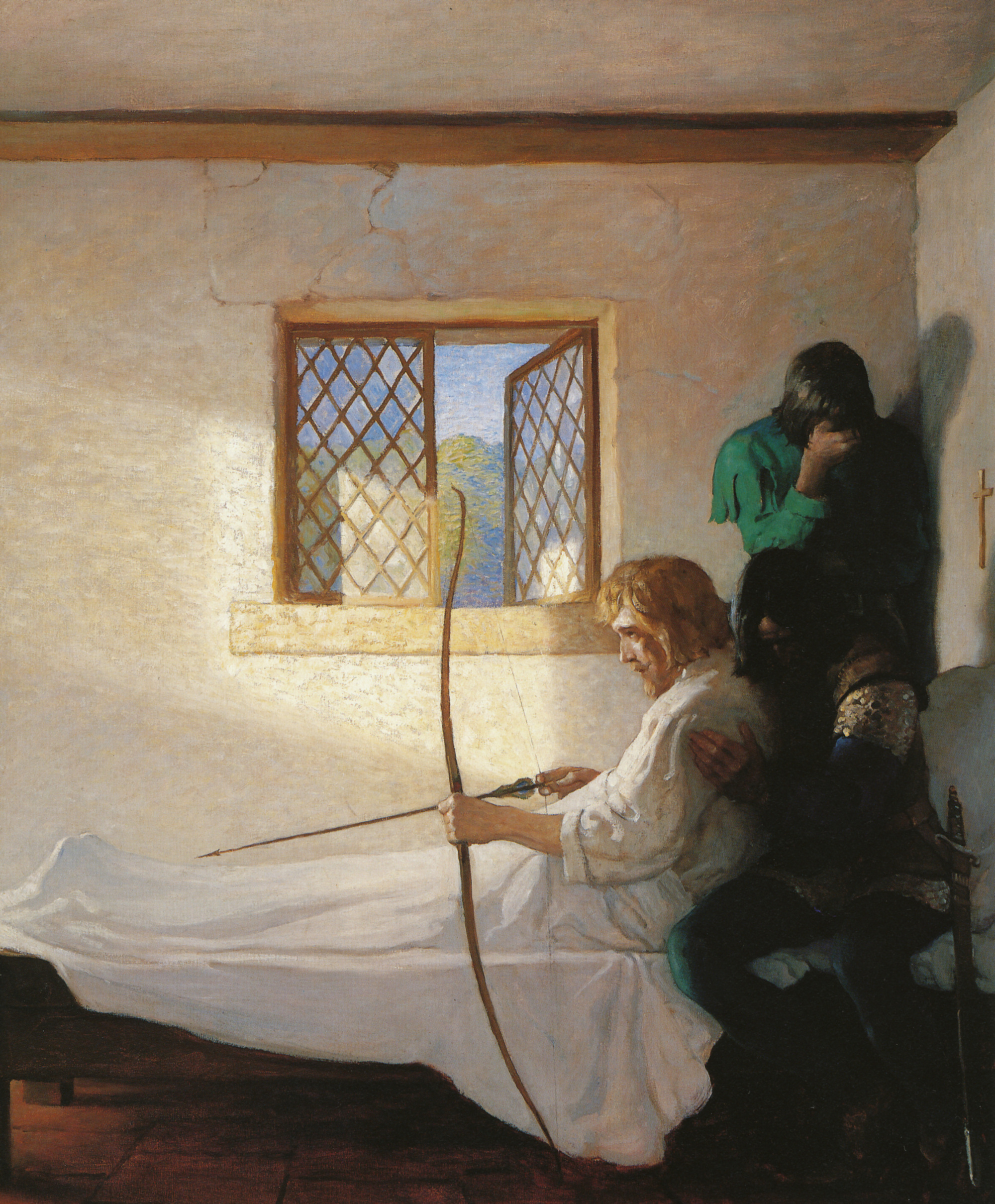
The Passing of Robin Hood.
N. C. Wyeth, 1917.

Robin Hood's Death (en español: La muerte de Robin Hood) es la balada n° 120 de la colección Child Ballads publicada por Houghton Mifflin. La versión fragmentada en Percy Folio es uno de los cuentos más antiguos que existen sobre Robin Hood, habiendo una sinopsis de la historia en A Gest of Robyn Hode, obra del siglo XV. Una versión posterior de la balada incluye el famoso pasaje del último tiro de arco de Robin Hood.

## Sinopsis
En la versión fragmentaria de Percy Folio, Robin Hood va a someterse a una sangría por su prima, una priora. Se niega a tomar el ofrecimiento de Will Scarlet como guardaespaldas, y solo se hace acompañar de Little John. La priora le traiciona, y le sangra demasiado, causándole la muerte; o el amante de esta, Sir Roger de Doncaster, lo apuñala mientras él se encuentra débil, en venganza porque Robin hereda su tierra y título. Robin logra algún consuelo al lograr herir mortalmente a Roger antes de su propia muerte. Little John quiere vengarse, pero Robin se lo prohíbe, ya que nunca ha hecho daño a una mujer.
Una anciana aparece, "prohibiendo" a Robin Hood. El manuscrito original se rompe por la mitad de una página, específicamente en una fragmento donde los forajidos preguntan a la anciana la razón de hacer aquello. A pesar de que "prohibir" se suele tomar como "maldecir", también podría significar "lamentar", prediciendo su muerte y llorando antes de que se produzca. En el fragmento que sobrevive, Robin parece tranquilizar a alguien que le ha advertido que va a su muerte. La versión del costado posterior de esta balada omite las personas (o persona) misteriosas con las que Robin se reúne en su camino y la persona de Roger. Se añade, sin embargo, el detalle de que Robin dispara una flecha final y pide ser enterrado donde esta caiga. Esto se registró por primera vez cuando se publicó la versión de Percy Folio, a mediados del siglo XVIII.
Este suele ser el relato más común sobre la muerte de Robin Hood, y que inspiraría la escena final de la película Robin and Marian de 1976. En el filme, Lady Marian, abadesa de un monasterio cerca de Nottingham, se envenena junto a Robin al notar las graves heridas de este último en una batalla contra el Sheriff. De esta forma, Marian busca evitarle la angustia personal de querer vivir como lo era en su juventud, incapaz ya de poder hacerlo.